# NGC 6925
NGC 6925 est une vaste galaxie spirale située dans la constellation du Microscope. Sa vitesse par rapport au fond diffus cosmologique est de 2 572 ± 15 km/s, ce qui correspond à une distance de Hubble de 37,9 ± 2,7 Mpc (∼124 millions d'al). NGC 6925 a été découverte par l'astronome britannique John Herschel en 1834.
La classe de luminosité de NGC 6925 est II-III et elle présente une large raie HI. Elle renferme également des régions d'hydrogène ionisé.
À ce jour, 34 mesures non basées sur le décalage vers le rouge (redshift) donnent une distance de 28,497 ± 4,761 Mpc (∼92,9 millions d'al), ce qui est à l'extérieur des valeurs de la distance de Hubble. Notons que c'est avec la valeur moyenne des mesures indépendantes, lorsqu'elles existent, que la base de données NASA/IPAC calcule le diamètre d'une galaxie et qu'en conséquence le diamètre de NGC 6925 pourrait être d'environ 66,8 kpc (∼218 000 al) si on utilisait la distance de Hubble pour le calculer.

## Supernova
La supernova SN 2011ei a été découverte dans NGC 6925 le 25 juillet 2011 par l'astronome amateur néo-zélandais Stuart Parker. Cette supernova était de type II. 

## Groupe de NGC 6925
Selon A. M. Garcia, NGC 6925 est la principale galaxie d'un groupe de galaxies qui porte non nom. Le groupe de NGC 6925 comptent au moins quatre membres. Les trois autres galaxies sont NGC 6923, IC 5020 et ESO 462-31.